# Horațiu Mălăele

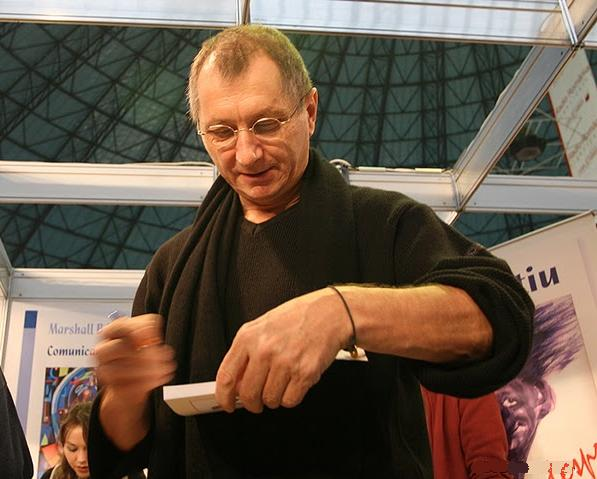
Horațiu Mălăele

Horațiu Mălăele (* 1. August 1952 laut Geburtsurkunde – tatsächlich aber wohl nach Angabe von Mălăeles Mutter bereits am * 31. Juli 1952 – in Târgu Jiu) ist ein rumänischer Schauspieler und Regisseur.

## Leben
Im Alter von 22 Jahren hatte Mălăele 1974 seinen ersten Auftritt in dem Film Der verborgene Berg (rumänisch „Muntele ascuns“). Danach spielte er zahlreiche Nebenrollen in Film und Fernsehen. 1999 war er auch als Regisseur für zwei Folgen der Serie „Ministerul comediei“ tätig.
2000 spielte Mălăele unter anderen in dem Holocaust-Film Der Stellvertreter von Costa-Gavras nach einer Vorlage von Rolf Hochhuth die Rolle des Fritsche.  Sein Regiedebüt als Regisseur gab er 2008 mit dem Film Stille Hochzeit – Zum Teufel mit Stalin!, zu dem er auch das Drehbuch verfasste.

## Regie
- 1999: Ministerul comediei (2 Folgen)
- 2004: Palaria (Fernsehfilm)
- 2008: Stille Hochzeit – Zum Teufel mit Stalin